# Andrzej Reichelt
Andrzej Błażej Reichelt (ur. 7 lutego 1954 w Poznaniu, zm. 27 czerwca 2021 tamże) – polski adwokat, działacz adwokacki, egzaminator aplikantów adwokackich.

## Życiorys
Adwokatem był od 1982. Ukończył aplikacje adwokacją i sędziowską. Pełnił m.in. następujące funkcje:
- dziekana Okręgowej Rady Adwokackiej w Poznaniu (2007–2013),
- wicedziekana Okręgowej Rady Adwokackiej w Poznaniu (2001–2007),
- rzecznika dyscyplinarnego Okręgowej Rady Adwokackiej w Poznaniu[4],
- członka Naczelnej Rady Adwokackiej i Przewodniczącego Komisji Naczelnej Rady Adwokackiej ds. Prac Parlamentarnych[5].

Uczestniczył w historycznym, Nadzwyczajnym Ogólnopolskim Zjeździe Adwokatów w Poznaniu (3-4 stycznia 1981). Był inicjatorem budowy Pomnika Adwokatów Czerwca ’56 przy ul. Solnej w Poznaniu, a także delegatem na wszystkie Krajowe Zjazdy Adwokatury od 1982 do 2021.
Zmarł po długiej chorobie i został pochowany 3 lipca 2021 na cmentarzu Junikowo w Poznaniu.

## Odznaczenia
Otrzymał m.in.:
- Wielką Odznakę Adwokatura Zasłużonym (2010)[4],
- Diamentową Temidę[4][5].